# 城北堂 (杭州)
城北堂是中华人民共和国浙江省杭州市拱墅区境内的一座新教教堂，毗邻京杭大运河上的德胜桥，有逾百年历史。

## 历史
该堂由美南长老会葛女士、福姑娘创建于1881年，占地13亩，附有小学、诊所。1925年美国牧师明思德在此设立新民社，该社在解放后又有人称它为“湖墅青年会”的；还附小学新民小学。1958年，城北堂由房管部门包租给附近的卖鱼桥小学使用。1985年，城北堂归还教会，于1985年10月10日恢复礼拜活动。1998年，因旧城改造规划，原城北堂被拆迁，并择址古运河畔德胜桥旁重新建造。2000年2月，在德胜桥新址（德胜路363号）开始动工兴建4层楼的新堂，建筑面积为1350平方米，占地面积1.4亩。2014年7月10日，教堂十字架被强拆引发关注。